# Bernart de Ventadorn
Bernart de Ventadorn (francuski: Bernard de Ventadour) (dvorac Ventadorn, između 1120. i 1130. – Dalon, oko 1195.) je bio jedan od najznačajnijih provansalskih trubadura. Sačuvano je 45 tekstova njegovih pjesama i 19 melodija. Od 1153. do 1155. djelovao je na dvoru Eleonore Akvitanske i Henrika II., a potom u službi Raimonsa iz Toulousea. Neke od njegovih pjesama, poglavito Quan vei la lauzeta mover, bile su vrlo raširene i popularne u srednjem vijeku.